# Uhlenbach (Werre)
Der Uhlenbach ist ein rechter  Nebenfluss der Werre in Herford im Nordosten des deutschen Bundeslandes Nordrhein-Westfalen. Das Gewässer gehört zum Flusssystem der Weser und entwässert einen kleinen Teil des Ravensberger Hügellandes.

## Umwelt
Das Naturschutzgebiet Uhlenbachtal in Schwarzenmoor schützt das Bachtal auf einer Fläche von 44,5 ha seit 1991. Das Gebiet liegt inmitten des von intensivem Ackerbau geprägten Ravensberger Landes. Typisch für das Ravensberger Land ist die Ausprägung als weit verzweigtes Sieksystem mit Kastenprofil. Die Hangstufen sind bis zu 6 m hoch. Die Randbereiche beherbergen naturnahe Buchenwälder. Das Feuchtgrünland im Talgrünland ist eine Nassbrache, hier finden sich unter anderem Kohldistel-Wiesen und Schilf an intensiv genutzten Fischteichanlagen und einigen naturnahen Kleingewässern.